# Eustroma interrupta
Eustroma interrupta är en fjärilsart som beskrevs av Alfred Ernest Wileman 1911. Eustroma interrupta ingår i släktet Eustroma och familjen mätare. Inga underarter finns listade i Catalogue of Life.